# Austrogaster
Austrogaster là một chi nấm trong họ Boletaceae (phân họ Paxillineae). Chi này chứa 3 loài được tìm thấy ở vùng ôn hòa của Nam Mỹ, và New Zealand.

## Danh sách loài
- Austrogaster baeospermum
- Austrogaster marthae
- Austrogaster novae-zelandiae